# 에리히 코흐베저

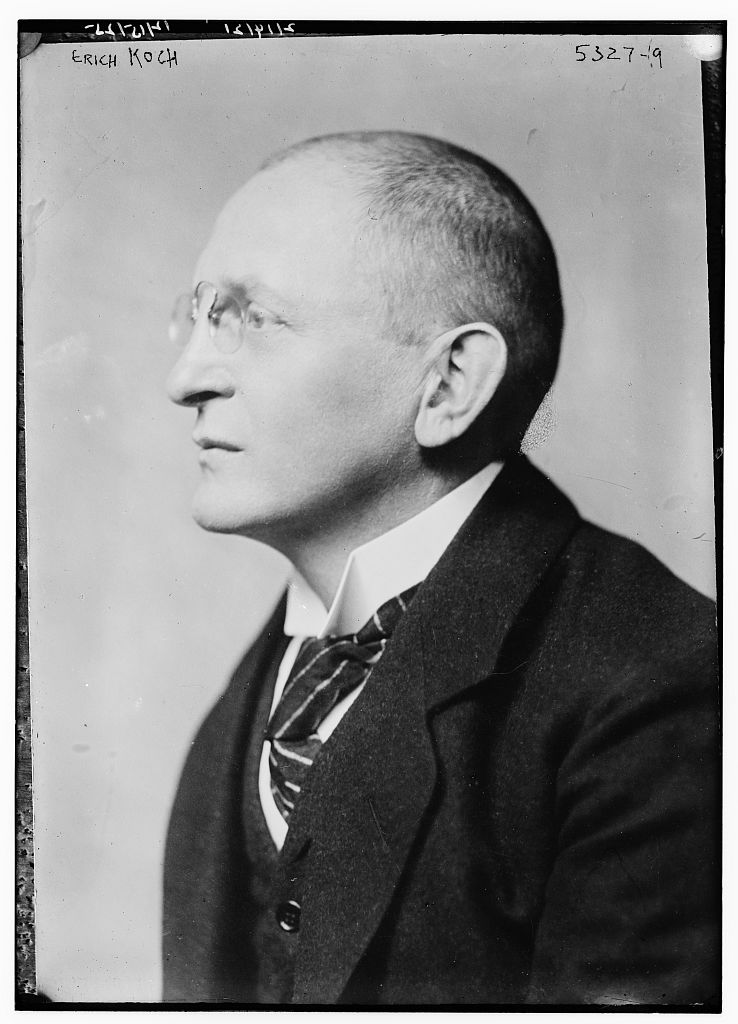

에리히 코흐베저(독일어: Erich Koch-Weser, 1875년 2월 26일~1944년 10월 19일)는 독일의 정치인이다. 독일 민주당 내 우파에 해당했다.

## 생애
1875년 2월 26일 브레머하펜에서 태어났다. 로잔·본·뮌헨·베를린 대학교에서 법학과 정치학을 전공했다. 제1차 세계 대전 후 독일 민주당이 결성되자 이에 참여했다. 1928년 헤르만 뮐러를 총리로 한 대연정 내각에서 법무장관에 임명돼 형법 개혁을 추진했다. 그러나 1929년 내각 구성에 불만을 품은 독일 중앙당이 법무장관 자리를 요구함에 따라 장관직에서 물러났다. 1930년에는 민주당이 인민국적국가연합과 연합해 독일 국가당으로 재편되는 과정에 참여했다. 그러나 직후 치러진 총선에서 국가당은 크게 참패했으며, 코흐베저는 이에 책임을 지고 정계에서 물러났다. 이후 1933년 브라질로 이주해 농민으로 제2의 삶을 살기 시작했다. 1944년 10월 19일 파라나주에서 죽었다.